# L. Richardson Preyer

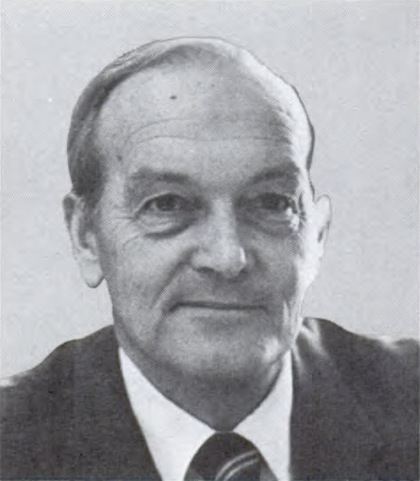
L. Richardson Preyer (1979)

Lunsford Richardson Preyer (* 11. Januar 1919 in Greensboro, North Carolina; † 3. April 2001 ebenda) war ein US-amerikanischer Jurist und Politiker. Zwischen 1969 und 1981 vertrat er den Bundesstaat North Carolina im US-Repräsentantenhaus.

## Werdegang
L. Richardson Preyer besuchte zunächst die Woodberry Forest High School und studierte danach bis 1941 an der Princeton University. Während des Zweiten Weltkrieges diente er zwischen 1941 und 1946 in der United States Navy. Dabei war er auf Zerstörern sowohl im Atlantik als auch im Pazifik eingesetzt. Nach dem Krieg studierte Preyer bis 1949 an der Harvard University Jura. In den Jahren 1953 und 1954 war er als städtischer Richter tätig; von 1956 bis 1961 war er Richter am North Carolina Superior Court und danach bis 1963 Bundesrichter am United States District Court für den mittleren Distrikt von North Carolina. Politisch war Preyer Mitglied der Demokratischen Partei. Im Jahr 1964 verlor er in der Primary um die Nominierung für die Wahl zum Gouverneur seines Staates gegen Dan K. Moore. Zwischen 1964 und 1966 leitete er die Filiale der North Carolina National Bank in Greensboro.
Bei den Kongresswahlen des Jahres 1968 wurde Preyer im sechsten Wahlbezirk von North Carolina in das US-Repräsentantenhaus in Washington, D.C. gewählt, wo er am 3. Januar 1969 die Nachfolge von Horace R. Kornegay antrat. Nach fünf Wiederwahlen konnte er bis zum 3. Januar 1981 sechs Legislaturperioden im Kongress absolvieren. In diese Zeit fielen unter anderem das Ende des Vietnamkrieges und die Watergate-Affäre. Zwischen 1977 und 1979 war Preyer Vorsitzender des Select Committee on Ethics. Außerdem saß er im Ausschuss zur Untersuchung politischer Attentate. Im Jahr 1980 unterlag Preyer dem Republikaner Walter E. Johnston.
Nach seinem Ausscheiden aus dem US-Repräsentantenhaus zog sich Richardson Preyer aus der Politik zurück. Er starb am 3. April 2001 in seinem Heimatort Greensboro. Er war der Enkel des Erfinders Lunsford Richardson, der unter anderem die Firma Vick Chemical Company gründete.